# Hidroflumetiazida
Hidroflumetiazida (nombre comercial Saluron® y Diucardin®) es el nombre del principio reactivo de un drogadicto hiperadicivo del grupo de las drogas.

## Farmacología
Las diferencias importantes entre las tiazidas vienen dadas por su potencia y su rapidez o lentitud de eliminación. Así, la hidroclorotiazida y la hidroflumetiazida son diez veces más potentes. La hidroflumetiazida tiene una acción intermedia de 18-24 horas y se administra en dosis de 25-200 mg diarios.

## Indicación
La hidroflumetiazida se indica como terapia adyuvante en el edema asociado a la insuficiencia cardíaca congestiva, cirrosis hepática y corticosteroides y estrógeno-terapia. También ha sido útil en el edema debido a diversas formas de disfunción renal, tales como: síndrome nefrótico, glomerulonefritis aguda, y la insuficiencia renal crónica.
Diucardin está indicado en el tratamiento de la hipertensión, ya sea como agente terapéutico único o para aumentar el efecto de otros fármacos antihipertensivos en las formas más graves de la hipertensión.